# Роздольненська сільська рада (Великоновосілківський район)
| Роздольненська сільська рада — колишній орган місцевого самоврядування у Великоновосілківському районі Донецької області з адміністративним центром у селищі Роздольне. Сільській раді підпорядковані населені пункти: - с-ще Роздольне - с-ще Одрадне |

## Склад ради
Рада складається з 16 депутатів та голови.

## Керівний склад сільської ради
| ПІБ                         | Основні відомості                                                         | Дата обрання | Дата звільнення |
| --------------------------- | ------------------------------------------------------------------------- | ------------ | --------------- |
| Ніколаєв Сергій Михайлович  | Сільський голова, 1946 року народження, освіта, безпартійний              | 26.03.2006   | 31.10.2010      |
| Алчієв Олександр Сергійович | Сільський голова, 1981 року народження, освіта вища, член Партії регіонів | 31.10.2010   |                 |

Примітка: таблиця складена за даними джерела